# Mi marido es una ruina
Mi marido es una ruina (en italiano: Mari del sud) es una película de comedia italiana escrita y dirigida por Marcello Cesena y protagonizada por Diego Abatantuono y Victoria Abril.

## Reparto
- Diego Abatantuono: Alberto
- Victoria Abril: Sabina
- Giulia Steigerwalt: Sandra
- Antonio Stornaiolo: Giacomo
- Vivian De La Cruz: Mai Van
- Clara Modugno: Signora Ines
- Paolo Lombardi: Bormioli
- Barbara Bouchet: Presentatrice Pubblicità
- Chiara Sani: Melania
- Fiammetta Baralla: Signora Sciallero
- Giuliana Calandra: Signora Tacchini
- Nando Gazzolo: Tacchini
- Enzo Cannavale: Sciallero
- Enzo Iacchetti: meteorólogo
- Lucia Ocone: cassiera